# Liste der Biografien/Bard
Liste der Biografien |
Portal Biografien |
Personensuche
# |
A |
B |
C |
D |
E |
F |
G |
H |
I |
J |
K |
L |
M |
N |
O |
P |
Q |
R |
S |
T |
U |
V |
W |
X |
Y |
Z |
?
 
Ba |
Be |
Bd |
Bg |
Bh |
Bi |
Bj |
Bl |
Bm |
Bn |
Bo |
Br |
Bs |
Bu |
Bw |
By |
Bz
 
Baa |
Bab |
Bac |
Bad |
Bae |
Baf |
Bag |
Bah |
Bai |
Baj |
Bak |
Bal |
Bam |
Ban |
Bao |
Bap |
Baq |
Bar |
Bas |
Bat |
Bau |
Bav |
Baw |
Bax–Baz
 
Bara |
Barb |
Barc |
Bard |
Bare |
Barf |
Barg |
Barh |
Bari |
Barj |
Bark |
Barl |
Barm |
Barn |
Baro |
Barp |
Barq |
Barr |
Bars |
Bart |
Baru |
Barv |
Barw |
Bary |
Barz
Die Liste der Biografien führt alle Personen auf, die in der deutschsprachigen Wikipedia einen Artikel haben. Dieses ist eine Teilliste mit 239 Einträgen von Personen, deren Namen mit den Buchstaben „Bard“ beginnt.

## Bard
- Bard, Albert S. (1866–1963), US-amerikanischer Rechtsanwalt und Bürgerrechtler
- Bard, Alexander (* 1961), schwedischer Künstler, Autor, Liedtexter und SängerAlexander Bard (* 1961)

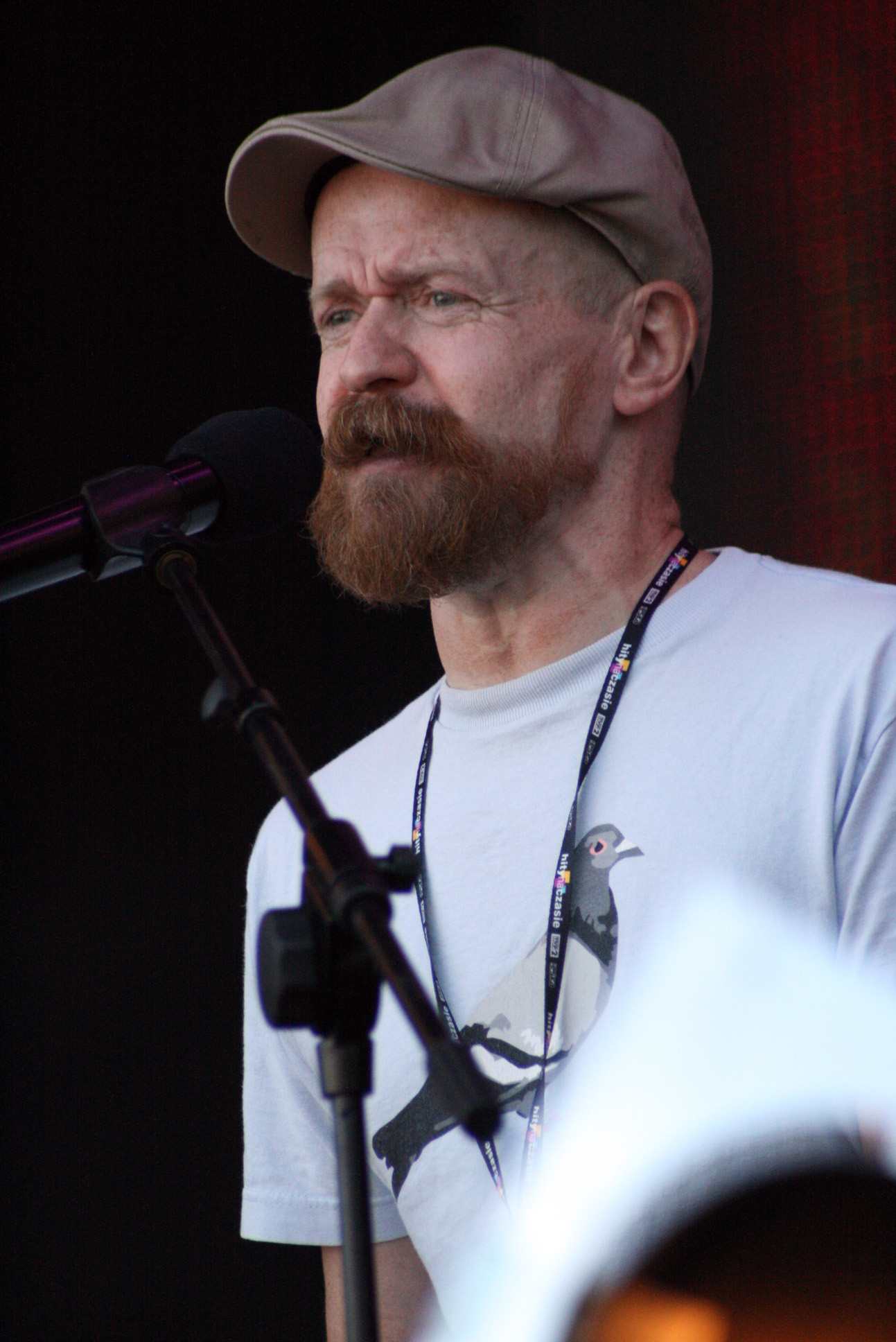
Alexander Bard (* 1961)

- Bard, Allen J. (1933–2024), US-amerikanischer Chemiker
- Bard, Antoine Marie (1759–1837), französischer Général de brigade der Revolutionsarmee
- Bard, August Friedrich (1881–1961), deutscher Pastor, Pädagoge und Politiker (DNVP)
- Bard, David (1744–1815), US-amerikanischer Politiker
- Bard, Henri (1892–1951), französischer Fußballspieler
- Bard, Jan-Andrea (* 1981), Schweizer Jazzmusiker (Piano, Komposition)
- Bárd, János (1908–1982), ungarischer Bischof
- Bard, Julius (1874–1937), ungarisch-deutscher Buchhändler und Verleger
- Bard, Marcelle (1903–1988), Schweizer evangelische Geistliche und Frauenrechtlerin
- Bard, Maria (1900–1944), deutsche Schauspielerin
- Bard, Melvin (* 2000), französischer Fußballspieler
- Bard, Michael Günther (1967–2024), deutscher Schauspieler
- Bard, Paul (1839–1927), deutscher evangelisch-lutherischer Geistlicher
- Bard, Philip (1898–1977), US-amerikanischer Physiologe
- Bard, Ralph (1884–1975), US-amerikanischer hoher Beamter der US-Navy
- Bard, Sabine (1946–2016), deutsche Politikerin (Bündnis 90/Die Grünen), MdB
- Bard, Susanne (1963–2024), deutsche Theaterschauspielerin, Hörspielsprecherin, Musicaldarstellerin und Theaterintendantin
- Bard, Thomas R. (1841–1915), US-amerikanischer Politiker

### Barda
- Barda, Daniel (* 1944), französischer Jazzmusiker
- Bārda, Edvīns (1900–1947), lettischer Fußballnationalspieler
- Barda, Elyaniv (* 1981), israelischer Fußballspieler
- Barda, Jean-Pierre (* 1965), schwedischer SängerJean-Pierre Barda (* 1965)

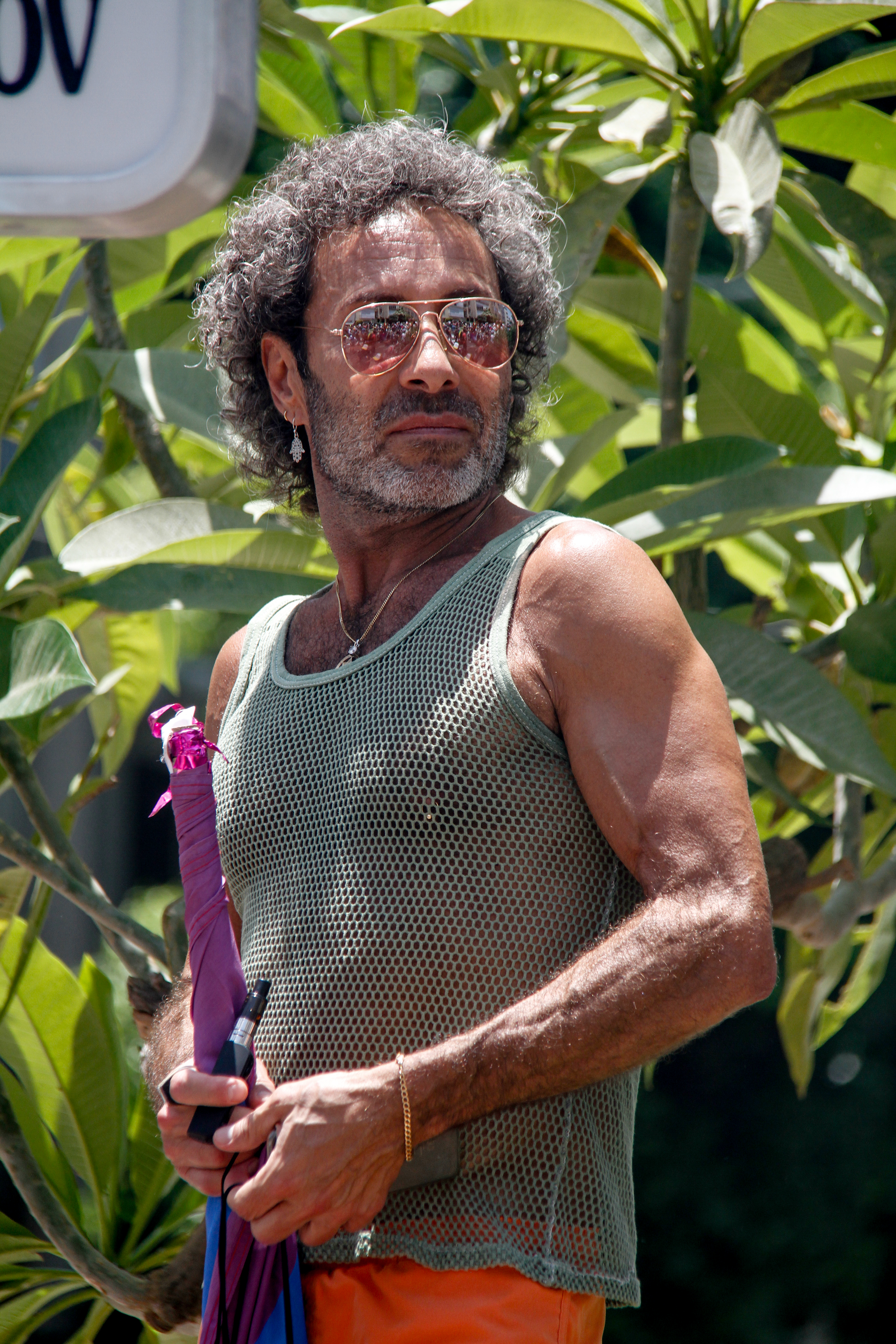
Jean-Pierre Barda (* 1965)

- Barda, Olaf (1909–1971), norwegischer Schachspieler
- Barda, Viorel (* 1981), moldauischer Politiker (PAS)
- Bardach, Georgina (* 1983), argentinische Schwimmerin, Olympiateilnehmerin
- Bardach, Hannes (* 1952), österreichischer Unternehmer
- Bardach, Nicholas (* 1954), kanadisch-deutscher Paukist und Schlagzeuger
- Bardají Azara, Eusebio (1776–1842), Ministerpräsident von Spanien
- Bardakcı, Abdülkerim (* 1994), türkischer Fußballspieler
- Bardakçı, Murat (* 1955), türkischer Journalist, Autor, Musiker und Historiker
- Bardakçı, Ulaş (1947–1972), türkischer Mitbegründer der Türkischen Volksbefreiungspartei-Front (THKP-C)
- Bardakçı, Vehbi (* 1956), türkischer Autor
- Bardakoğlu, Ali (* 1952), türkischer Präsident des Amtes für religiöse Angelegenheiten (Diyanet) in der Türkei
- Bardal, Anders (* 1982), norwegischer Skispringer
- Bardalez, Luis (* 1995), peruanischer Gewichtheber
- Bardan, Alexandru (1937–2018), rumänischer Tennisspieler und -funktionär
- Bardanaschwili, Iosseb (* 1948), georgischer und hebräischer Komponist
- Bardanca, Diego (* 1993), philippinisch-spanischer Fußballspieler
- Bardanes Turkos, byzantinischer General armenischer Herkunft, der 803 zum Gegenkaiser proklamiert wurde
- Bardarini, Josef (1708–1791), italienisch-österreichischer Theologe und Bibliotheksdirektor
- Bardas († 866), byzantinischer Kaisar (Caesar), Regent für Kaiser Michael III. (856–866)
- Bardas Boilas, byzantinischer Strategos und Rebell
- Bardas Phokas der Ältere, byzantinischer Feldherr und Kaisar (Caesar)
- Bardas Phokas der Jüngere († 989), byzantinischer Feldherr und Usurpator
- Bardas Skleros, byzantinischer Feldherr
- Bardas, Willy (1887–1924), österreichischer Pianist und Musikpädagoge
- Bardatschou, Maksim (* 1986), belarussischer Fußballspieler
- Bardauskienė, Vilma (* 1953), sowjetisch-litauische Weitspringerin
- Bardavelidze, Anna (* 1998), deutsche Film- und TheaterschauspielerinAnna Bardavelidze (* 1998)

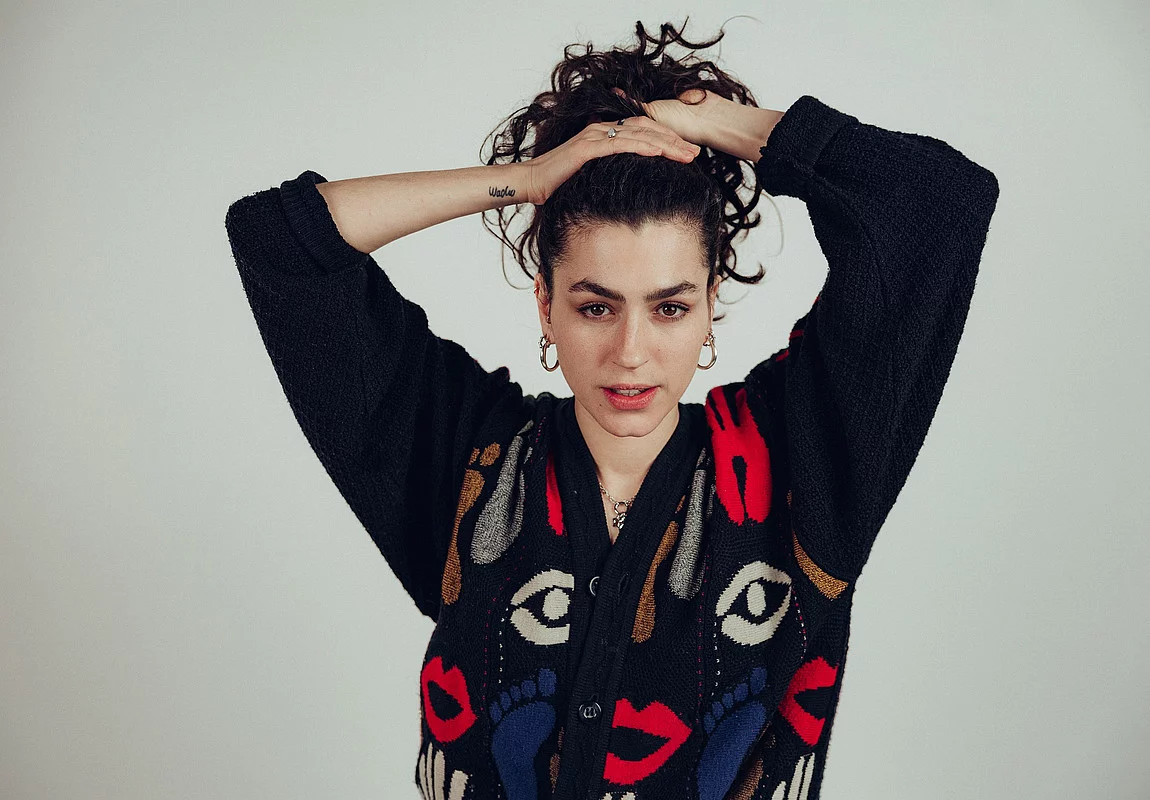
Anna Bardavelidze (* 1998)

- Bardavid, Isaac (1931–2022), brasilianischer Schauspieler und Synchronsprecher

### Barde
- Barde, Ange (* 1969), französischer Unternehmer und Autorennfahrer
- Barde, Jean-Edouard (1836–1904), Schweizer evangelischer Geistlicher und Hochschullehrer
- Barde, Konrad (1897–1945), deutscher Generalmajor im Zweiten Weltkrieg
- Bardeen, James M. (1939–2022), US-amerikanischer theoretischer Astrophysiker
- Bardeen, John (1908–1991), US-amerikanischer Physiker und Nobelpreisträger
- Bardeen, William (* 1941), US-amerikanischer Physiker
- Bardehle, Peter (* 1960), deutscher Filmemacher und Journalist
- Bardel, Armin (* 1965), österreichischer Künstler und Fotograf
- Bardél, Lisandra (* 1990), deutsche Schauspielerin und Musicaldarstellerin
- Bardeleben, Albrecht von (1777–1856), kurhessischer Generalleutnant, Kriegsminister
- Bardeleben, Carl Ludwig von (1722–1787), preußischer Landrat
- Bardeleben, Christoph Karl Friedrich von (1727–1798), preußischer Generalmajor, Chef des 2. Artillerieregiments
- Bardeleben, Curt von (1861–1924), deutscher SchachspielerCurt von Bardeleben (1861–1924)

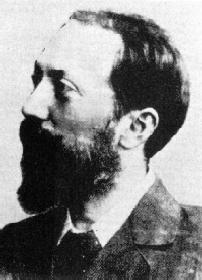
Curt von Bardeleben (1861–1924)

- Bardeleben, Emil von (1817–1890), deutscher Gutsbesitzer und Mitglied des kurhessischen Landtags
- Bardeleben, Georg Friedrich Christoph von (1734–1801), königlich preußischer Generalleutnant, Chef des Dragoner-Regiments Nr. 8
- Bardeleben, Hans (1920–1999), deutscher Sänger
- Bardeleben, Hans Christoph von (1666–1736), preußischer Generalleutnant der Infanterie, Chef des Infanterieregiments Nr. 29, Gouverneur von Wesel
- Bardeleben, Heinrich Adolf von (1819–1895), deutscher Chirurg und Sanitätsoffizier
- Bardeleben, Heinrich Karl Ludwig (1775–1852), deutscher Jurist und Politiker
- Bardeleben, Karl Alexander von (1770–1813), Mitbegründer der preußischen Landwehr
- Bardeleben, Karl von (1849–1918), deutscher Anatom und Hochschullehrer
- Bardeleben, Kurt von (1796–1854), Landrat und liberaler Abgeordneter
- Bardeleben, Moritz (1827–1892), deutscher Richter
- Bardeleben, Moritz von (1777–1868), preußischer General der Infanterie, Gouverneur der Festung Koblenz und Ehrenbreitstein
- Bardeleben, Moritz von (1814–1890), deutscher Verwaltungsjurist in Preußen, zuletzt Oberpräsident in der Rheinprovinz
- Bardeleben, Niclas (* 1990), dänischer Jazzmusiker
- Bardeleben, Philipp Ernst von († 1744), preußischer Oberst, Chef des Füselierregiment Nr. 43
- Bardeleben, Renate von (* 1940), deutsche Anglistin, Amerikanistin und Hochschullehrerin
- Bardeleben, Wilhelm von (1796–1859), kurhessischer Generalmajor
- Bardeli, Marlies (* 1951), deutsche Autorin, Theaterregisseurin und Lehrerin
- Bardell, Hannah (* 1983), schottische Politikerin
- Bardella, Jordan (* 1995), französischer Politiker
- Bardelli, Francesco (* 2003), italienischer Ruderer
- Bardellino, Pietro (1728–1806), italienischer Maler
- Bardem, Carlos (* 1963), spanischer Schauspieler und Schriftsteller
- Bardem, Javier (* 1969), spanischer SchauspielerJavier Bardem (* 1969)

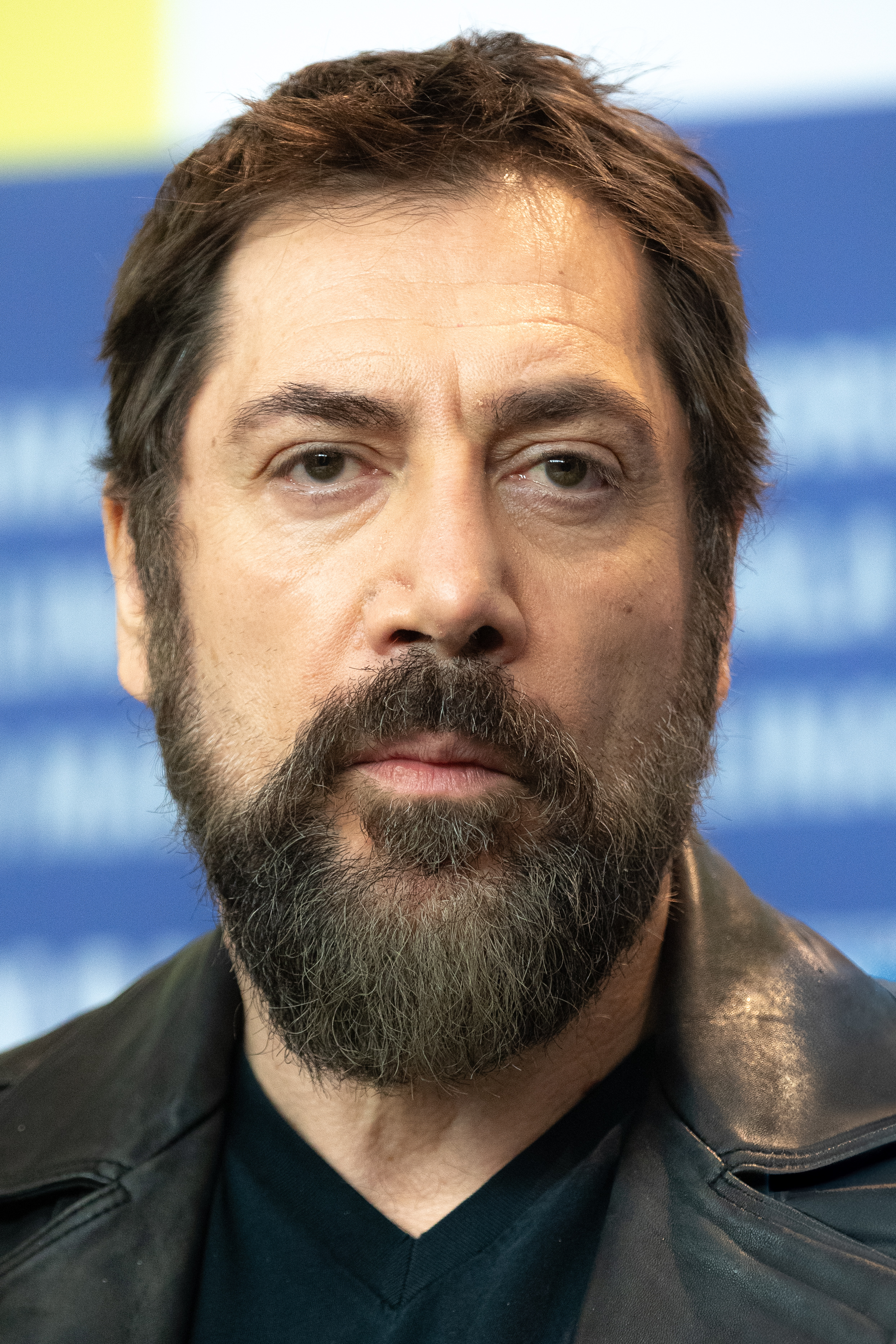
Javier Bardem (* 1969)

- Bardem, Juan Antonio (1922–2002), spanischer Filmregisseur und Drehbuchautor
- Bardem, Miguel (* 1964), spanischer Regisseur und Drehbuchautor
- Bardem, Mónica (* 1964), spanische Schauspielerin
- Bardem, Pilar (1939–2021), spanische Schauspielerin
- Bardem, Rafael (1889–1972), spanischer Schauspieler
- Barden, Graham Arthur (1896–1967), US-amerikanischer Politiker
- Barden, Jessica (* 1992), britische Schauspielerin
- Barden, John (* 1951), irischer Folksänger
- Barden, Kevin William (1908–2004), irischer Geistlicher, Erzbischof von Isfahan
- Barden, Leonard (* 1929), britischer Schachspieler, Kolumnist und Autor
- Bardenberg, Philipp (* 1973), deutscher Jazzmusiker
- Bardenfleth, Engelbert Johann von (1667–1738), deutscher Regierungsrat und Oberdeichgraf
- Bardenfleth, Johann Friedrich von (1740–1811), dänischer General
- Bardenheuer, Bernhard (1839–1913), deutscher Chirurg und Geheimrat
- Bardenheuer, Ernst (1904–1983), deutscher Oberregierungsrat und Landrat
- Bardenheuer, Herbert (1949–2007), deutscher Maler, Zeichner und Fotograf
- Bardenheuer, Peter (1888–1979), deutscher Ingenieur
- Bardenheuer, Rita (1877–1943), deutsche Pädagogin und Politikerin (SPD), MdBB
- Bardenhewer, Ernst (1893–1964), deutscher Jurist, Präsident des Hessischen Verwaltungsgerichtshofs
- Bardenhewer, Franz (* 1945), deutscher Jurist und Richter am Bundesverwaltungsgericht
- Bardenhewer, Otto (1851–1935), deutscher Patrologe
- Bardenhewer, Werner (1929–2019), deutscher römisch-katholischer Priester
- Bardens, David (* 1984), deutscher Mediziner
- Bardens, Hans (1927–2003), deutscher Politiker (SPD), MdB
- Bardens, Peter († 2002), britischer Rockmusiker
- Bardenwerper, Henning, Gerber, Schuster, Kämmerer, Ratsherr, Bürgermeister in Braunschweig
- Barder, Brian (1934–2017), britischer Diplomat
- Bardesanes (* 154), syrischer Gnostiker
- Bardesio, Orfila (1922–2009), uruguayische Dichterin
- Bardet, Anne-Lise (* 1969), französische Kanutin
- Bardet, René (1948–2005), Schweizer Musiker, Komponist und Pressesprecher des Schweizer Fernsehens
- Bardet, Romain (* 1990), französischer RadrennfahrerRomain Bardet (* 1990)

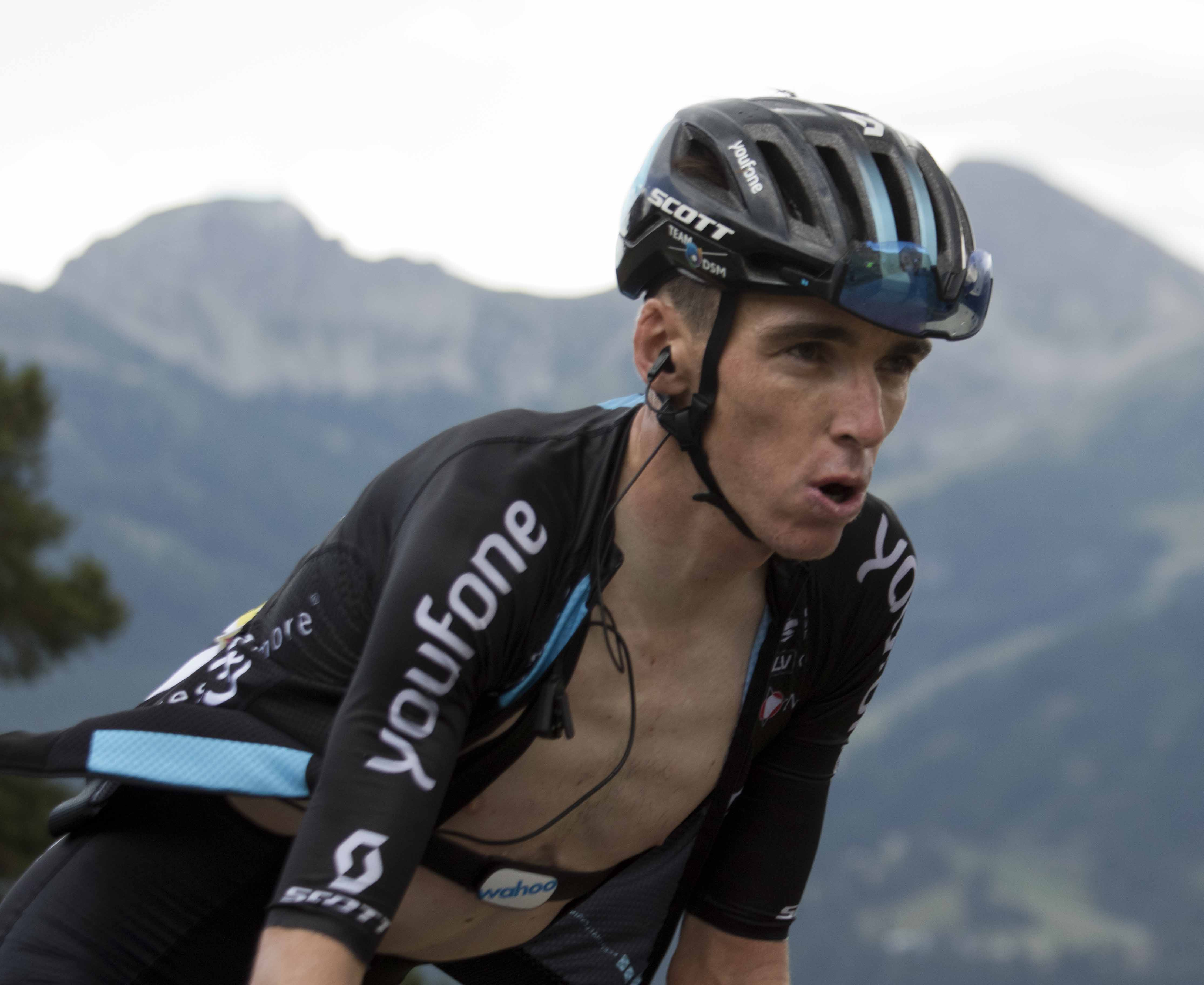
Romain Bardet (* 1990)

- Bardette, Trevor (1902–1977), US-amerikanischer Schauspieler
- Bardewik, Nikolaus (1506–1560), Bürgermeister von Lübeck
- Bardewisch, Rolf von (1484–1531), Komtur im Deutschen Orden
- Bardey, Emil (1898–1963), deutscher Schriftsteller
- Bardey, Ernst (1828–1897), deutscher Mathematiker und Lehrer
- Bardey, Gustav (1826–1905), deutscher Gärtner, Kurdirektor und Fremdenverkehrspionier
- Bardéz, Roberto (1962–2010), deutscher Journalist und Schriftsteller

### Bardf
- Bardfeld, Sam (* 1968), amerikanischer Jazzgeiger

### Bardg
- Bardgett, Walter (1932–2020), bermudischer Schwimmer
- Bardghji, Roony (* 2005), schwedischer FußballspielerRoony Bardghji (* 2005)

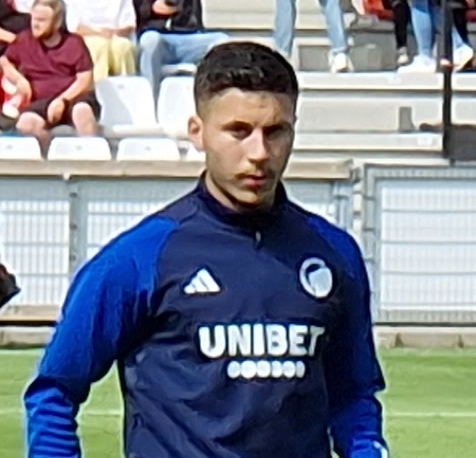
Roony Bardghji (* 2005)

### Bardh
- Bardhan, Pranab (* 1939), indischer Ökonom
- Bardhi, Enis (* 1995), nordmazedonischer Fußballspieler
- Bardhi, Frang (1606–1643), Bischof der albanischen Diözese Sapa und Sardes
- Bardhi, Reshat (1935–2011), albanischer Geistlicher, Oberhaupt des Sufiordens der Bektashi

### Bardi
- Bardi de Fourtou, Oscar (1836–1897), französischer Politiker
- Bardi, Agustín (1884–1941), argentinischer Tangokomponist, Geiger und Pianist
- Bardi, Angelo (* 1935), französischer Schauspieler
- Bardi, Benno (1890–1973), deutsch-britischer Komponist und Dirigent
- Bardi, Danio (1937–1991), italienischer Wasserballspieler
- Bardi, Felipe (* 1998), brasilianischer Sprinter
- Bardi, Francesco (* 1992), italienischer Fußballtorhüter
- Bardi, Girolamo (1544–1594), italienischer Kamaldulenser
- Bardi, Girolamo (* 1603), italienischer Philosoph, Theologe, Anatom und Mediziner
- Bardi, Girolamo (1777–1829), italienischer Natur- und Geisteswissenschaftler, dazu Pädagoge
- Bardi, Girolamo de (1685–1761), italienischer Kardinal
- Bardi, Marie, österreichische Theaterschauspielerin und Sängerin
- Bardi, Mario (1922–1998), italienischer Maler
- Bardi, Ugo (* 1952), italienischer Chemiker
- Bardick, Uwe (* 1962), deutscher Fußballtorhüter und Stasi-Opfer
- Bardijewska, Liliana (* 1955), polnische Schriftstellerin, Hörspielautorin und Übersetzerin
- Bardijewski, Henryk (1932–2020), polnischer Schriftsteller, Satiriker und Hörspielautor
- Bardilac, Eleanor (* 1994), österreichische Schriftstellerin
- Bardili, Burckhard (1629–1692), deutscher Rechtswissenschaftler und Hochschullehrer
- Bardili, Carl (1600–1647), deutscher Arzt und Hochschullehrer
- Bardili, Christian Wilhelm Heinrich (1789–1847), deutscher Altphilologe und Bibliothekar
- Bardili, Christoph Gottfried (1761–1808), Philosoph und Hochschullehrer
- Bardili, Karl (1782–1859), württembergischer Landtagsabgeordneter
- Bardili, Karl Friedrich (1790–1826), deutscher Militär- und Verwaltungsbeamter
- Bardili, Regina (1599–1669), Ahnfrau Hölderlins, Uhlands, Schellings, Mörikes
- Bardili, Wilhelm Ludwig (1668–1740), Bürgermeister Heilbronns
- Bardill, Linard (* 1956), Schweizer Liedermacher und SchriftstellerLinard Bardill (* 1956)

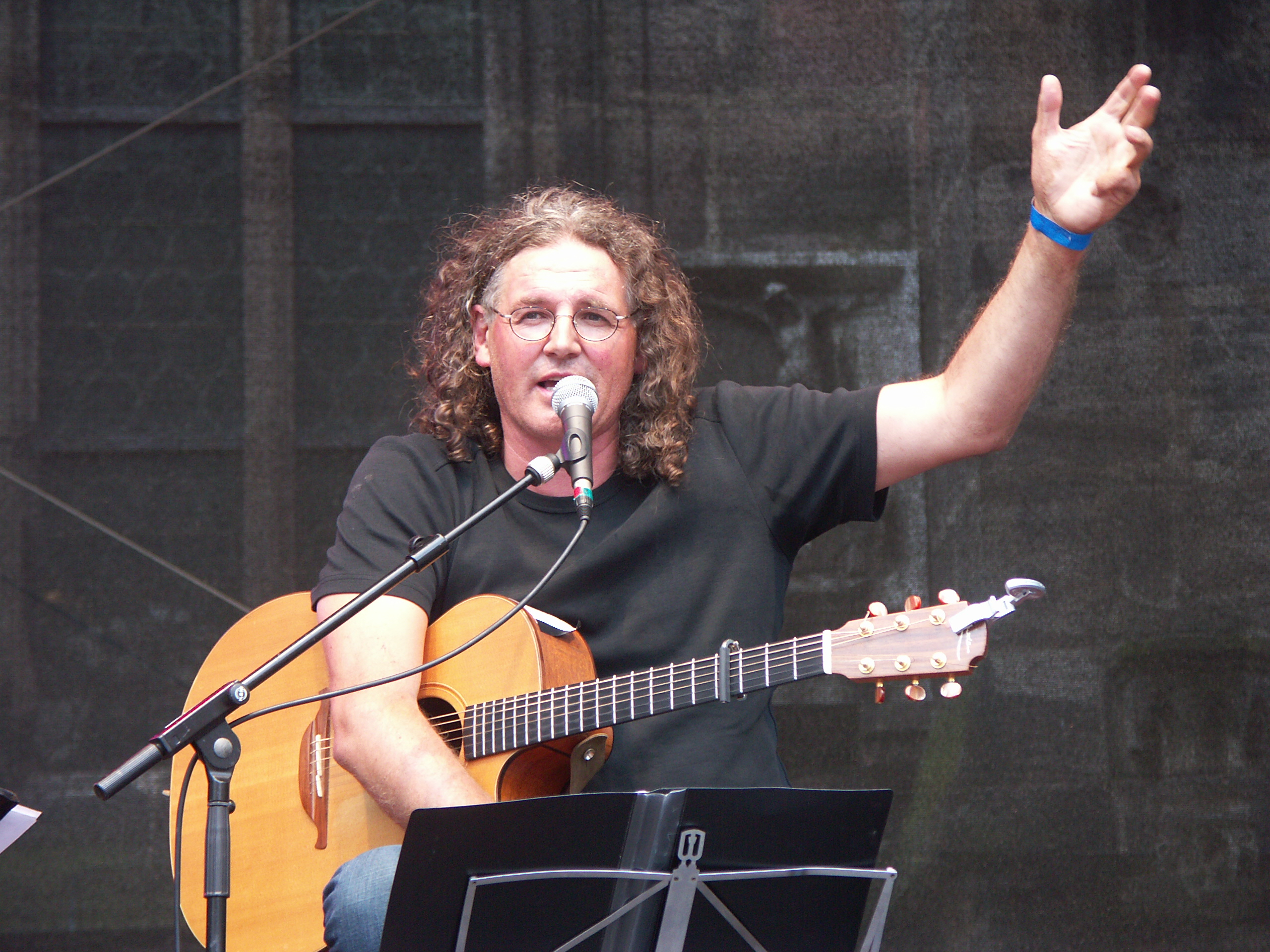
Linard Bardill (* 1956)

- Bardin, Gennadi Iwanowitsch (1932–1998), russisch-sowjetischer Meteorologe und Polarforscher
- Bardin, Iwan Pawlowitsch (1883–1960), russischer Metallurg und Hochschullehrer
- Bardin, John Franklin (1916–1981), US-amerikanischer Schriftsteller
- Bardin, Nikolai Wladimirowitsch (* 1976), russischer Eishockeyspieler
- Bardin, Pierre (1595–1635), französischer Literat und Mitglied der Académie française
- Bardin, Waleri Wladimirowitsch (1954–2017), sowjetisch-russischer Informatiker und Unternehmer
- Bardina, Sofja Illarionowna (1853–1883), russische Anarchistin und Narodniza
- Bardina, Wassilissa Alexejewna (* 1987), russische Tennisspielerin
- Bardinet, Michel (1931–2005), französischer Schauspieler
- Bardini, Aleksander (1913–1995), polnischer Schauspieler, Regisseur und Theaterpädagoge
- Bardini, Stefano (1836–1922), italienischer Kunsthändler, Maler, Sammler und Mäzen
- Bardis, Giovanni (* 1987), französischer Gewichtheber
- Bardischewski, Leo (1914–1995), deutscher Hörspiel- und Synchronsprecher, Theater- und Fernsehschauspieler
- Bardiya, jüngerer Bruder des persischen Herrschers Kambyses II.

### Bardm
- Bardmann, Theodor M. (* 1955), deutscher Soziologe und Hochschullehrer

### Bardo
- Bardo († 1051), Erzbischof von Mainz
- Bardo, Margarete (1916–2000), politisch engagierte Gastwirtin
- Bardola, Marcello (1925–1999), Schweizer Mathematiker und Bridgemeister
- Bardola, Nicola (* 1959), Schweizer Autor, Journalist und Übersetzer
- Bardolf, John, 3. Baron Bardolf (1314–1363), englischer Adliger
- Bardolf, Thomas, 2. Baron Bardolf (1282–1329), englischer Adliger
- Bardolf, William, englischer Adliger
- Bardolff, Carl von (1865–1953), österreichischer Berufsoffizier, SA-Oberführer, MdR
- Bardon, Cédric (* 1976), französischer Fußballspieler
- Bardon, Erich A. (1901–1957), österreichisch-schwedischer Künstler
- Bardon, Franz (1909–1958), tschechischer OkkultistFranz Bardon (1909–1958)

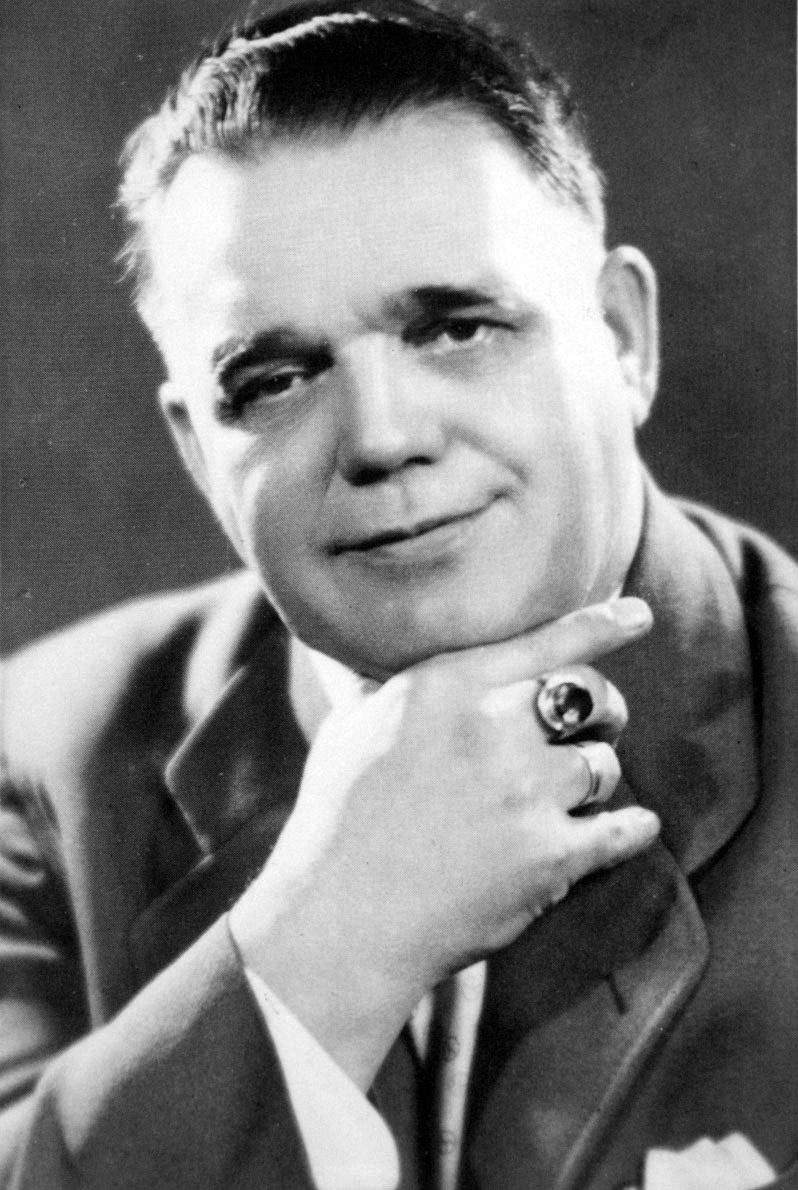
Franz Bardon (1909–1958)

- Bardon, Geoffrey (1940–2003), australischer Kunstlehrer und Begründer der Aborigines-Malschule in Papunya in Australien
- Bardon, Henry (1910–2003), französischer Altphilologe
- Bardon, Michael (* 1986), irischer Jazzmusiker
- Bardong, Heinrich (1917–2015), deutscher Geistlicher, Domkapitular in Mainz
- Bardong, Kurt (* 1908), deutscher Klassischer Philologe und Medizinhistoriker
- Bardong, Otto (1935–2003), deutscher Historiker und Politiker (CDU), MdL, MdEP
- Bardonneau, Maurice (1885–1958), französischer Radrennfahrer
- Bardorf, Anna (* 1961), deutsche Schauspielerin
- Bardorf, Johann Heinrich (1796–1860), deutscher Lehrer und Politiker der Freien Stadt Frankfurt
- Bárdos, Anika, schweizerische Dramaturgin
- Bárdos, Judit (* 1988), slowakische Schauspielerin
- Bárdos, Lajos (1899–1986), ungarischer Komponist
- Bárdosi, Sándor (* 1977), ungarischer Ringer und Kickboxer
- Bárdossy, László (1890–1946), ungarischer Diplomat und Politiker, Premierminister (1941–1942)
- Bardot, Biggi (* 1980), deutsches Erotikmodel, Moderatorin, Schlagersängerin und Unternehmerin
- Bardot, Brigitte (* 1934), französische SchauspielerinBrigitte Bardot (* 1934)

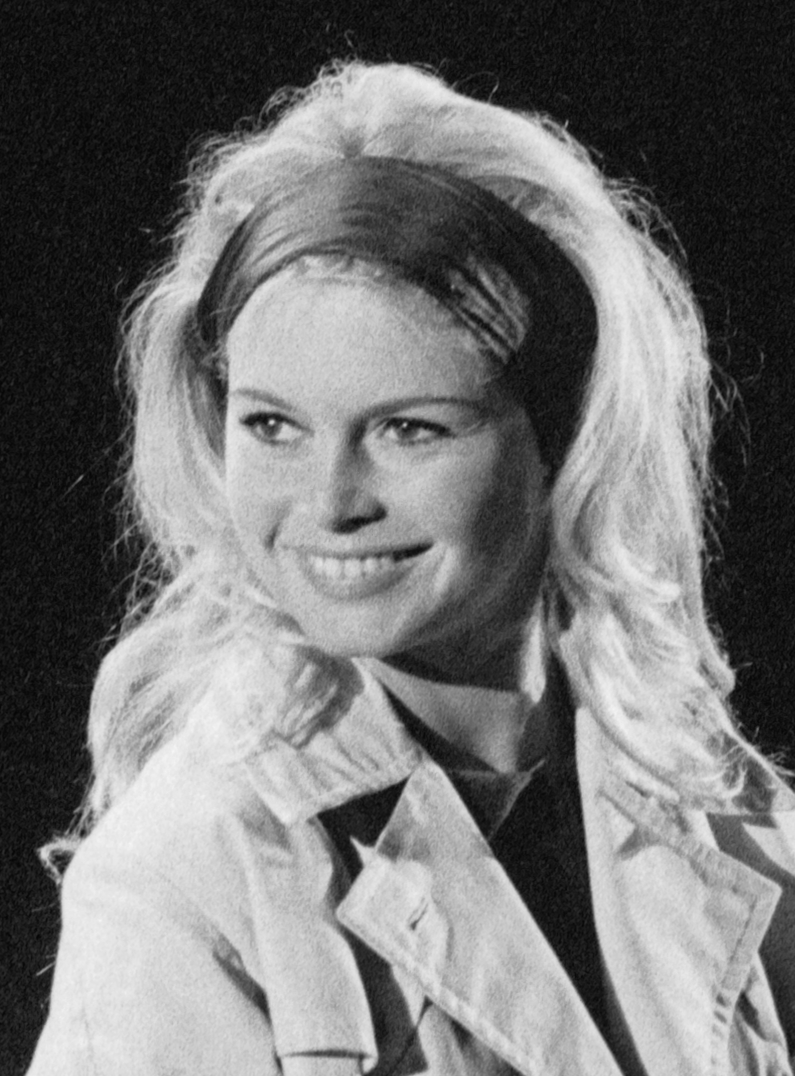
Brigitte Bardot (* 1934)

- Bardot, Charles (* 1904), französischer Fußballspieler
- Bardot, Mijanou (* 1938), französische Filmschauspielerin
- Bardot, Vanna (* 1999), US-amerikanische Pornodarstellerin
- Bardottier, Jonathan (* 1992), mauritischer Sprinter
- Bardou, Charles (* 1982), französischer Tontaubenschütze
- Bardou, Emanuel (1744–1818), Schweizer Bildhauer
- Bardou, Henry (1877–1939), französischer römisch-katholischer Ordensgeistlicher und Apostolischer Präfekt von Ghardaia
- Bardou, Johann P., deutscher Porträtmaler und Pastellist
- Bardou, Karl Wilhelm (1774–1842), deutscher Porträtmaler, auch in Russland tätig
- Bardou, Paul Joseph (1745–1814), deutscher Porträtmaler und Pastellist
- Bardoux, Agénor (1829–1897), französischer Staatsmann
- Bardoux, Jacques (1874–1959), französischer Jurist, Literaturwissenschaftler und Politiker
- Bardoux, Rebecca (* 1963), US-amerikanische PornodarstellerinRebecca Bardoux (* 1963)

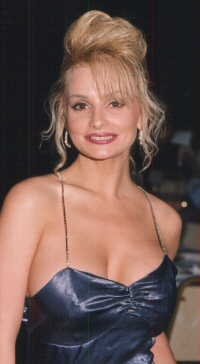
Rebecca Bardoux (* 1963)

- Bardow, André (* 1974), deutscher Maschinenbauer und Hochschullehrer
- Bardowicks, Ken (* 1978), deutscher Zauberkünstler und Comedian

### Bardr
- Bárðr Guthormsson († 1194), Persönlichkeit im norwegischen Bürgerkrieg
- Bardrum, Sofie (* 1996), dänische Handballspielerin

### Bards
- Bardschawan († 1000), Wesir des Kalifats der Fatimiden in Ägypten
- Bårdsen, Arnfinn (* 1966), norwegischer Jurist und Richter am Europäischen Gerichtshof für Menschenrechte
- Bardsilouskaja, Wijaleta (* 2005), belarussische Trampolinturnerin
- Bardsley, David (* 1964), englischer Fußballspieler
- Bardsley, Jean, kanadische Badminton-, Tennis-, Basketballspielerin und Leichtathletin
- Bardsley, Karen (* 1984), englische Fußballspielerin
- Bardsley, Michele (* 1970), US-amerikanische Roman-Autorin
- Bardsley, Phil (* 1985), schottischer Fußballspieler

### Bardt
- Bardt, Karl (1843–1915), deutscher Gymnasiallehrer und Altphilologe
- Bardtke, Hans (1906–1975), deutscher lutherischer Theologe
- Bardtke, Paul (1872–1935), deutscher Beamter und Hochschullehrer

### Bardu
- Bardua, Caroline (1781–1864), deutsche Malerin
- Bardua, Wilhelmine (1798–1865), deutsche Schriftstellerin, Dichterin, Sängerin, Gesangspädagogin, Dramaturgin und Salonnière
- Bardugo, Leigh (* 1975), US-amerikanische Schriftstellerin von Fantasyromanen für HeranwachsendeLeigh Bardugo (* 1975)

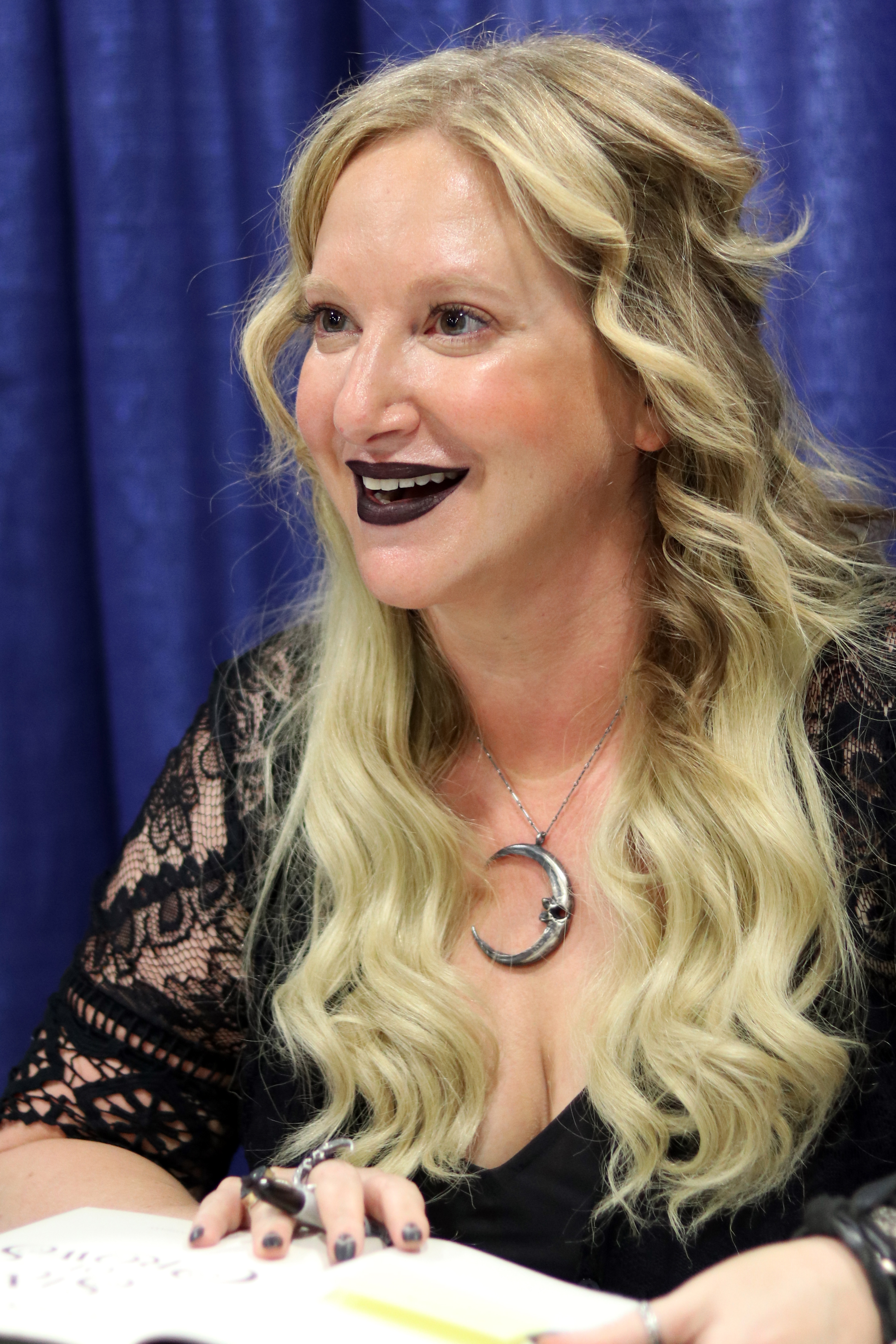
Leigh Bardugo (* 1975)

- Bardukow, Alexei Igorewitsch (* 1984), russischer Schauspieler
- Barduleck, Max (1846–1923), deutscher Graveur und Medailleur im Königreich Sachsen
- Bardutzky, Raphaela, deutsche Autorin und Dramaturgin

### Bardw
- Bardwell, Leland (1922–2016), irische Schriftstellerin

### Bardy
- Bardylis († 358 v. Chr.), König der Illyrer